# The Boxing Cats (Prof. Welton's)
The Boxing Cats (Prof. Welton's) er en amerikansk stumfilm fra 1894 af William K.L. Dickson og William Heise.